# چای رسول‌لو
چای رسول‌لو (به لاتین: Çay Rəsullu) یک منطقه مسکونی در جمهوری آذربایجان است که در شهرستان گدابیگ واقع شده است. چای رسول‌لو ۱۲۳۹ نفر جمعیت دارد.